# Prefab Life
Prefab Life är en EP av det svenska bandet Adhesive, släppt 1997 på Ampersand Records.

## Låtlista
1. "Prefab Life"
2. "A Job for Real Men"
3. "Odd"
4. "The Possibility of Lifes Destruction"